# Odtłuszczarka
Odtłuszczarka – urządzenie używane w procesach galwanicznych w celu przygotowania galwanizowanej powierzchni. Celem odtłuszczania jest usunięcie z powierzchni przygotowywanego detalu zanieczyszczeń organicznych, które mają negatywny wpływ na proces nakładania metali.